# Ivo Taillefer
Pour les articles homonymes, voir Taillefer.
Taillefer, parfois Ivo Taillefer, est le nom d'un personnage probablement légendaire qui participe à l'expédition de 1066 menée par Guillaume le Conquérant pour la conquête de l'Angleterre.
Engageant héroïquement la bataille d'Hastings, il incarne le type même du jongleur-chevalier et ses exploits sont rapportés par plusieurs auteurs médiévaux dont Wace, qui conte ses actions en vers dans son Roman de Rou.

## L'histoire

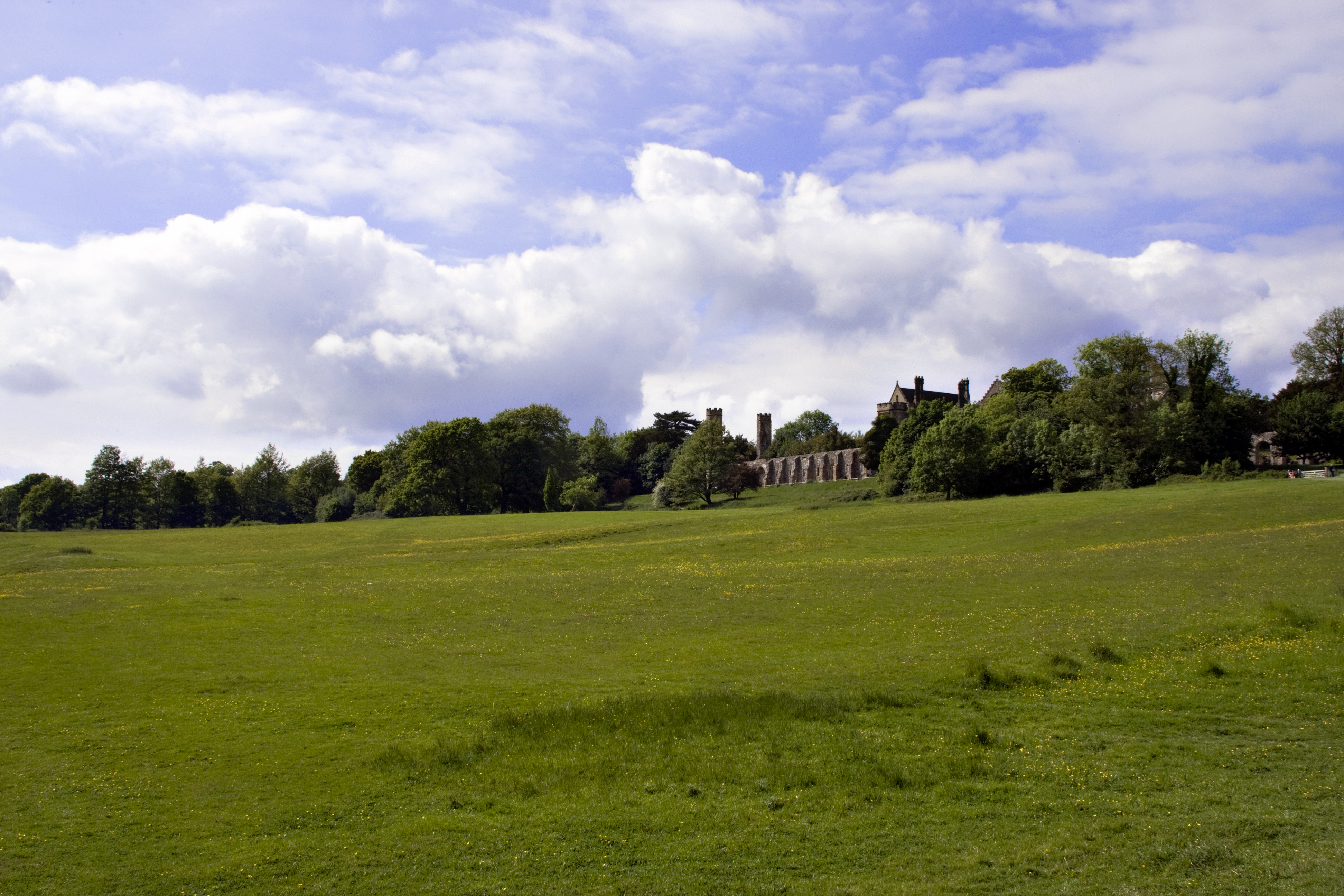
Champ de bataille d'Hastings, 2010

Taillefer apparaît dans les récits de la bataille de Hastings, qui s'est déroulée le 14 octobre 1066, mettant en lice les troupes du duc de Normandie Guillaume et celles du souverain anglo-saxon Harold. Dans le souvenir anglo-normand, c'est son action héroïque qui ouvre la bataille capitale qui fait basculer le destin de la Grande-Bretagne et de la Normandie, inaugurant la période anglo-normande de l'histoire de l'Angleterre.
Tandis que les armées se font face dans le matin, un chevalier-jongleur du nom de Taillefer sollicite auprès de Guillaume duc l’honneur de porter le
premier coup de la journée. Il sort alors des rangs normands, exhorte les normands en évoquant la Chanson de Roland puis caracole sur sa monture en face des troupes anglaises, les provoquant et les impressionnant par d'habiles jongleries avec ses armes, un type de provocations guerrières dont on trouve d'ailleurs mention concernant les celtes insulaires. Il charge enfin abattant des ennemis avant, selon certaines versions, d'être massacré par les troupes de Harold. Les troupes normandes se déploient et s'engagent alors dans un combat victorieux.
Par sa mort héroïque, Taillefer incarne la geste épique de Roland qu’il vient de chanter et les chroniqueurs du XIIe siècle ne manquent pas de reprendre l'épisode comme scène inaugurale de la célèbre bataille, bien que la scène comme son héros soient probablement légendaires.

## Références littéraires

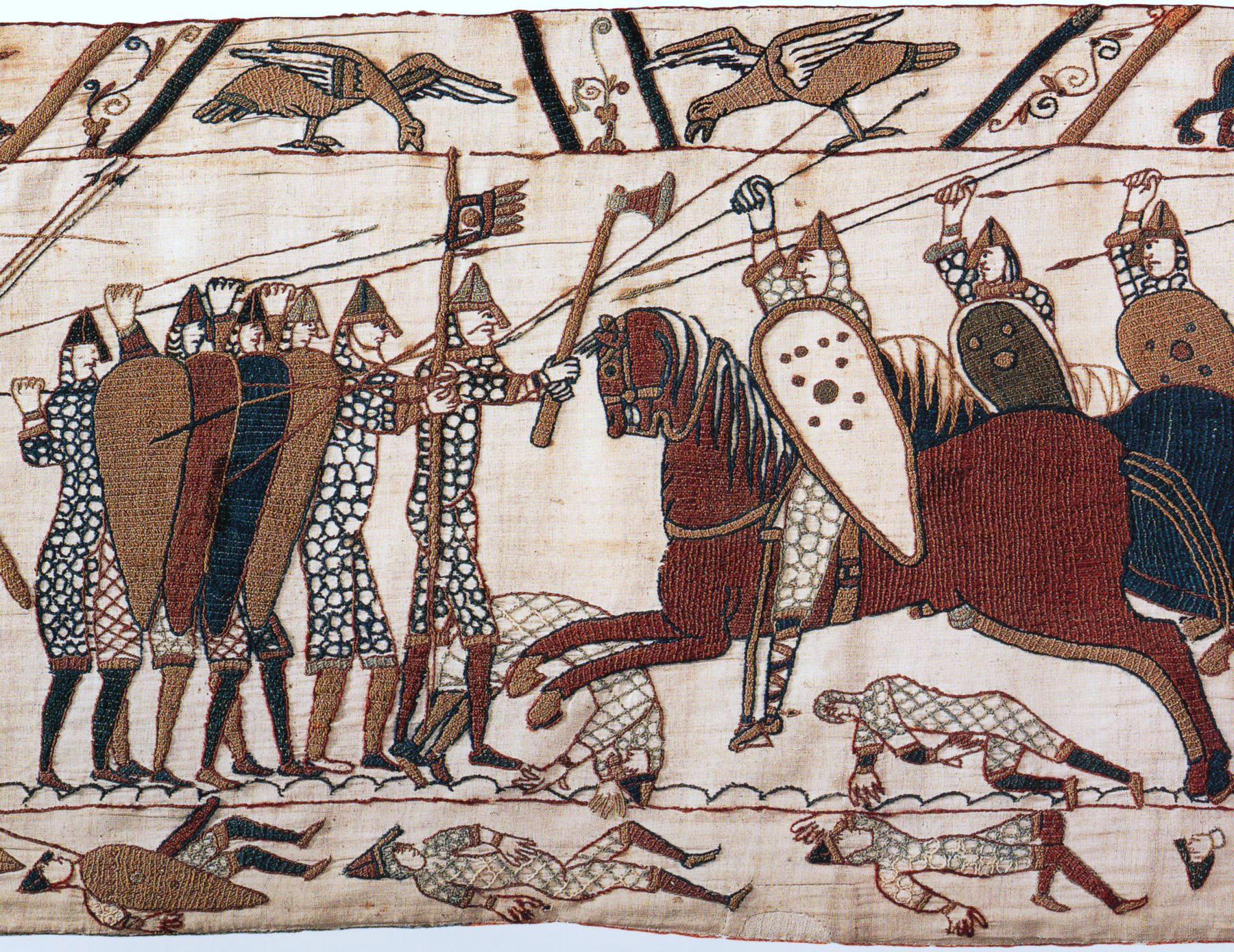
Charge des cavaliers normands contre les fantassins anglo-saxons, Tapisserie de Bayeux, XIe siècle